# Martí Illa i Parull
Martí Illa i Parull (Sant Feliu del Racó, 1802? - Sabadell, 1852) fou un propietari de terres català. A mitjan segle xix, edificà les Cases d'Illa, que van acabar sent el Carrer de l'Illa de Sabadell, ciutat on s'havia establert el 1835 com a propietari dels terrenys.